# Henrique de Susa
Henrique de Susa ou Henrique de Óstia (em latim: Henricus Hostiensis), cardeal-bispo de Óstia, foi um dos mais importantes especialistas em direito canônico. É conhecido como "rei da Lei" e autor de Summa Aurea e Lectura.

## Biografia
Hostiensis influenciou profundamente o direito canônico em diversas áreas, e é citado por Dante como pai da Tradição Decretalista de poder eclesiástico.
A vida de Hostiensis é documentada por fontes independentes: foi elogiado por Salimbene por sua erudição e dotes musicais., estudou direito canônico com Jacobus de Albenga, foi professor em Paris e Bolonha e foi ordenado pároco na catedral de Antibes no Ducado de Saboia por volta de 1230.
Hostiensis foi ordenado bispo de Sisteron em 1244 e fez diversas viagens à Inglaterra, onde se envolveu na disputa entre o rei Henrique III da Inglaterra e o clero da Catedral de Winchester sobre eleições episcopais. O Rei Henrique III apoiava Guilherme de Saboia, enquanto o clero de Winchester apoiava Ralph Neville, bispo de Chichester, ou Guilherme de Raleigh. O rei Henrique III enviou uma delegação com Henrique de Susa para avogar a escolha real, o que foi feito com sucesso: o papa Gregório IX indicou Guilherme de Saboia. Entretanto, Guilherme de Saboia veio a falecer em outubro de 1239 e o rei novamente enviou outra delegação com Henrique de Susa para advogar sobre a eleição. Nesta segunda instância, Hostiensis não foi bem-sucedido e o papa Inocêncio IV confirmou a eleição de Guilherme de Raleigh.
Em 1250, Hostiensis assumiu o bispado de Embrun, e continuou profundamente envolvido com política eclesiástica:
- Acompanhou Hugo de Saint-Cher numa delegação papal à Alemanha em 1251.
- Envolvido na discussão sobre a deposição do arcebispo de Mogúncia em 1252.
- Mediou acordo entre o rei Luís IX da França e Carlos de Anjou, seu irmão, em 1257.
- Legado papal a Roma, representando o rei Henrique III em 1258.
- Legado papal ao norte da Itália em lugar de Filipe Fontana, que fora capturado pelos aliados de Manfred, em 1259.

Como cardeal, Hostiensis participou do conclave de Viterbo após a morte de Clemente IV em 1268. Já gravemente doente, não participou da eleição final do papa Gregório X em 1271, mas sua influência pode ser avaliada pelo fato que os outros cardeais solicitaram sua anuência e apoio à escolha que fizeram. Faleceu no mês seguinte, novembro de 1271.

## Obras

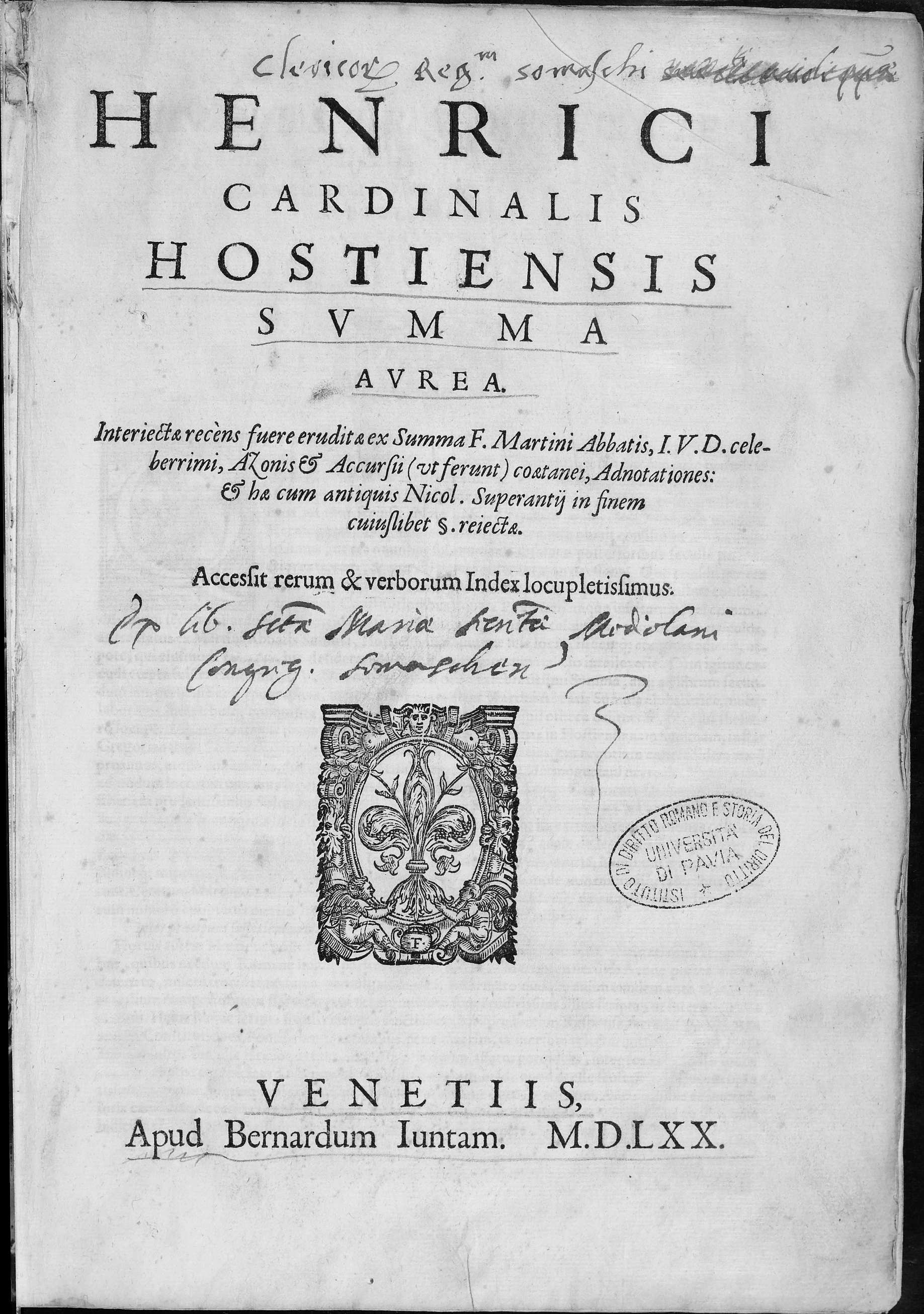
Summa aurea, 1570

Por volta de 1253, Hostiensis escreveu seu primeiro trabalho de peso, Summa super titulis Decretalium. Após a edição de 1477, essa obra é referenciada como Summa archiepiscopi, Summa aurea ou Summa copiosa. Esse trabalho de direito sistemático é baseado e influenciado pela Summa de Godofredo de Trano e pela Summa de Azo. Ao contrário de outros juristas, Hostiensis não revisou seu trabalho depois de 1253, embora tenha escrito um longo quaestio em resposta a um pedido de clarificação sobre o título De Sententia Excommunicationis. Esse quaestio foi incorporado ao texto da Summa em edições posteriores. A Summa de Hostiensis tornou-se o texto padrão de Direito Canônico por séculos, e quase uma centena de manuscrito são conhecidos. Foi impressa pela primeira vez em Paris em 1473, Estrasburgo em 1512, Lyon em 1537 (reimpressa em Aalen em 1962), Veneza em 1574 (reimpressa em Turim em 1963), Colônia em 1612 e várias outras. A Summa tornou-se tão influente que Hostiensis passou a ser chamado Monarcha juris, lumen lucidissimum Decretorum. A porção mais citada da Summa é a Summa, sive tractatus de poenitentia et remissionibus.
Hostiensis foi promovido a cardeal-bispo de Óstia em 1262 pelo papa Urbano IV. Antes disso, Hostiensis escreveu um comentário sobre a Novellae do papa Inocêncio IV, do qual mais de 25 manuscritos sobrevivem. Os comentários foram publicados em Paris em 1512 e em Veneza em 1581.
O trabalho mais influente de Hostiensis é sua Lectura in decretales Gregorii IX, ou Commentum super decretalibus. Hostiensis trabalhou nessa obra por longos anos, e pelo menos duas versões são conhecidas. A primeira é um manuscrito em Oxford, que sobrevive quase integralmente, composta antes de 1265. A revisão dessa obra começou durante o papado de Clemente IV, com várias referências a casos contemporâneos. Mais de cinquenta manuscritos da Lectura sobrevivem.

## Testamento
O testamento de Hostiensis, escrito em 1271, é excelente fonte de informação sobre seus relacionamentos e caráter. Henrique pede que seu corpo seja enterrado na igreja dominicana mais próxima, ou, se impossível, na igreja metropolitana da província. Não há evidências que suportem a tradição de que Henrique tenha morrido em Lion e esteja enterrado no convento Dominiano da cidade.
O testamento também mostra o cuidado de Hostiensis na preservação de seu legado jurídico, determinando que cópias de seus trabalhos sejam enviadas para a Catedral de Embrum, Universidades de Paris e Bolonha, para a vice-chancelaria da Cúria Romana e para o papa Gregório X. O fato de Henrique pedir que a versão final de sua Lectura seja usada indica seu conhecimento de que versões iniciais de sua obra circulavam por esses centros.

## Influência
Hostiensis teve contribuição significativa no arquétipo legal com sua doutrina de Plena Potesdade Papal. Ele introduziu o termo potestas absoluta em referência à autoridade papal. Sua argumentação, baseada numa complexa estrutura de doutrina legal e canônica, define o poder papal absolutista, ao mesmo tempo que defende o direito de bispos e cardeais a participarem na direção da igreja. Os princípios da argumentação de Hostiensis são:
- Toda a lei e toda autoridade política são derivadas de Deus.
- Por decorrência "todos os príncepes exercem autoridade por mandato divino".
- O Direito Civil, por conseguinte, é também divino, pois é lei criada por autoridades ungidas por Deus.
- Entretanto, o Direito Civil é subordinado ao Direito Canônico.

Hostiensis advoga que a autoridade papal é mais próxima do divino que a autoridade civil, pois o Papa é o vigário de Deus e age com a autoridade de Deus. Quando o Papa age de jure, ele age como Deus, ou seja, leis canônicas promulgadas pelo Papa são estabelecidas por Deus. As leis canônicas são divinas não por serem emanadas de Deus, mas porque Deus outorgou a seu vigário na Terra, o papa, a autoridade de interpretar as leis divinas.
O papa, segundo Hortiensis, não pode ser julgado por qualquer crime, exceto heresia. Apenas Deus pode julgar o Papa, exceto no caso de heresia, onde a Igreja (ecclesia) tem autoridade para julgá-lo. Além disso, exceto nos casos de pecado mortal, o papa deve ser obedecido em todos os seus comandos, inclusive violação de lei humana. Há uma exceção, no caso da ordem papal violar a consciência do fiel. O papa também tem o poder de outorgar exceções à lei divina, desde que essas exceções não violem a fé, levem a pecado mortal, subvertam a fé ou ameacem a salvação das almas. Segundo Hortensis, o papa pode, inclusive, "transformar quadrados em círculos".
A autoridade papal também se aplica aos reinos não cristãos. Segundo Hortiensis, toda autoridade for retirada dos pagão e transferida para os fiéis quando Cristo veio ao mundo. "Essa transferência de poder ocorreu primeiramente na pessoa de Cristo, que combinou os papéis de sacerdote e rei, e esse poder de sacerdócio real foi transferido aos Papas."
A influência dessa doutrina durou até o século XVII, sendo uma das bases filosóficas da expansão imperial hispano-lusitana. Essa filosofia definiu como os poderes reais desses países trataram suas colônias ultramarinas. Em particular, foi baseado nessa doutrina que o rei [Ferdinando] da Espanha legitimou sua posse sobre as terras da América. Assim, o pensamento de Hortensis influenciou a forma como vário países, tais como o Brasil, vieram a se formar.